# 선율

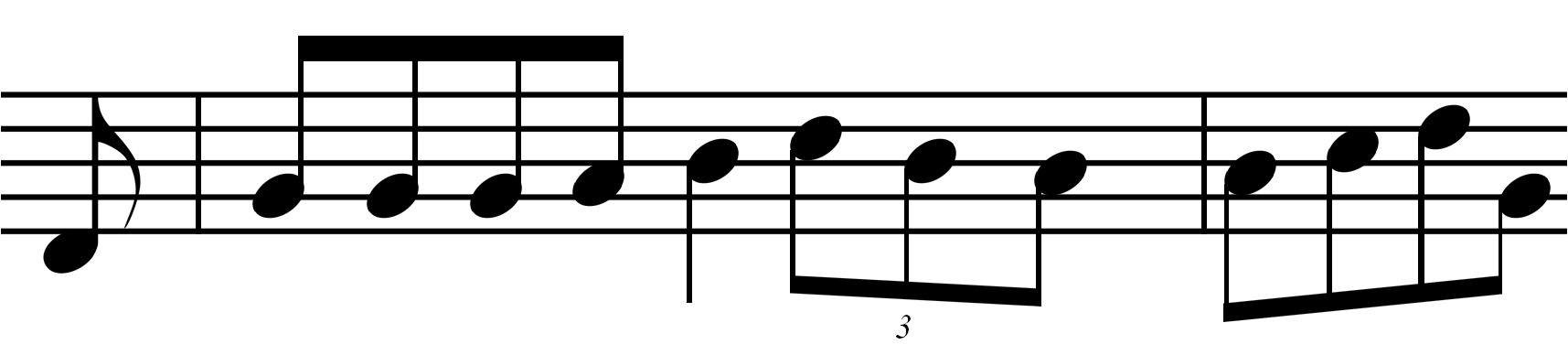

선율(旋律)은 음이 리듬을 가지고 연속적으로 진동하는 것을 뜻한다. 멜로디(Melody)라고도 한다.

## 같이 보기
- 이모겐 홀스트